# World Doubles Championships 1987
Il World Doubles Championships 1987 è stato un torneo di tennis femminile che si è giocato a Tokyo in Giappone dal 30 gennaio al 5 febbraio su campi in sintetico indoor. È stata la 12ª edizione del torneo.

## Campionesse

### Doppio
Claudia Kohde Kilsch /  Helena Suková hanno battuto in finale  Elise Burgin /  Pam Shriver con il punteggio di 6–1, 7–6